# Prowadzenie pojazdu w stanie nietrzeźwości
Ten artykuł należy dopracować:

przedstawiono sytuację tylko z polskiej perspektywy – artykuł powinien być przekrojowy.
Pomóż go poprawić. Na stronie dyskusji mogą znajdywać się pomocne komentarze.

Mapa państw Europy wg maksymalnego stężenia alkoholu we krwi podczas prowadzenia pojazdu. Nie uwzględniono dokładniejszych regulacji, np. różnic w stężeniu od których zależy kwalifikacja czynu do wykroczenia lub przestępstwa.

Prowadzenie pojazdu w stanie nietrzeźwości – prowadzenie pojazdów mechanicznych albo innych niż mechaniczne w okresie spożywania lub po spożyciu alkoholu (a dokładniej w momencie, gdy zawartość alkoholu we krwi przekroczy dozwoloną przez prawo normę) lub innego środka odurzającego.
Alkohol zaburza procesy akcji i reakcji, co wywołuje opóźnione reagowanie na przeszkody. Wystarczy już w tym przypadku jedno uchybienie, żeby doprowadzić do wypadku. Prowadzenie pojazdów mechanicznych w stanie nietrzeźwości jest prawnie zakazane w większości krajów świata.

## Sytuacja prawna w Polsce
Według polskiego prawa wyłącznie prowadzenie pojazdów mechanicznych w stanie nietrzeźwości stanowi występek. W przypadku pojazdów innych niż mechaniczne dokonano kontrawencjonalizacji.
Za stan nietrzeźwości uznawany jest przypadek, gdy w organizmie kierującego występuje stężenie alkoholu w wydychanym powietrzu na poziomie powyżej 0,25 mg w 1 dm³ albo prowadzi do stężenia przekraczającego tę wartość. Natomiast stężenie wynoszące 0,10 mg do 0,25 mg oznacza tzw. prowadzenie pojazdu po użyciu alkoholu. Taki czyn też jest prawnie zakazany i stanowi wykroczenie.

### Pojazd mechaniczny
Przestępstwa dopuszcza się ten, kto znajdując się w stanie nietrzeźwości lub pod wpływem środka odurzającego prowadzi pojazd mechaniczny w ruchu lądowym, wodnym lub powietrznym.
Prowadzenie pojazdu mechanicznego oznacza wprawianie go w ruch i nadawanie mu kierunku jazdy. Wprawieniem w ruch będzie zazwyczaj uruchomienie silnika i przemieszczenie pojazdu z miejsca jego postoju. Zdaniem Sądu Najwyższego odpowiedzialność karną za rzeczone przestępstwo ponosi także osoba nietrzeźwa, która kieruje pojazdem holowanym.
Czyn zabroniony może być popełniony tylko w miejscu, gdzie odbywa się ruch drogowy, wodny lub powietrzny. Z tego względu nie jest sprawcą przestępstwa ten, kto będąc w stanie nietrzeźwości porusza się pojazdem na własnym podwórku, działce itp.
Jeżeli sprawca tego czynu był wcześniej prawomocnie skazany za prowadzenie pojazdu mechanicznego w stanie 
nietrzeźwości lub pod wpływem środka odurzającego albo za 
przestępstwo określone w art. 173, art. 174, art. 177 lub 
art. 355 § 2 popełnione w stanie nietrzeźwości lub pod wpływem środka 
odurzającego lub dopuścił się czynu określonego w § 1 w okresie 
obowiązywania zakazu prowadzenia pojazdów mechanicznych
orzeczonego w związku ze skazaniem za przestępstwo, odpowiedzialność karna ulega zaostrzeniu.

### Kary za prowadzenie pojazdu w stanie nietrzeźwości
Przed 1 października 2023 r. prowadzenie pojazdu mechanicznego w stanie nietrzeźwości - zagrożone było:
1. karą pozbawienia wolności do lat dwóch
2. karą ograniczenia wolności
3. karą grzywny. Po tym dniu wymierza się karę pozbawienia wolności do 3 lat[5].

 karą grzywny. Po tym dniu wymierza się karę pozbawienia wolności do 3 lat.
Dodatkowo sąd w przypadku skazania orzeka:
1. świadczenie z Funduszu Sprawiedliwości w kwocie od 5000 zł
2. zakaz prowadzenia pojazdów od 3 do 15 lat.

### Warunkowe umorzenie postępowania
Można jednak taką karę złagodzić - jest to możliwe w przypadku tzw. warunkowego umorzenia postępowania. W takiej sytuacji sąd może znacznie obniżyć zasądzane kwoty pieniężne, może obniżyć zakaz prowadzenia pojazdów do roku, a w wyjątkowych sytuacjach nawet odstąpić od jego wymierzenia. Dodatkowo w przypadku warunkowego umorzenia postępowania - skazany pozostaje osobą niekaraną i nie jest wpisywany do Krajowego Rejestru Karnego. Warunkowe umorzenie postępowania może być zastosowane wyłącznie w stosunku do osób niekaranych albo do osób, które co prawda były karane, ale ich poprzednie ukarania uległy zatarciu.

### Pojazdy inne niż mechaniczne
Odmiennie niż w przypadku pojazdu mechanicznego, prowadzenie w stanie nietrzeźwości innego pojazdu rodzi odpowiedzialność karną jedynie wtedy, gdy ma miejsce na drodze publicznej, w strefie zamieszkania lub w strefie ruchu i od 9 listopada 2013 r. stanowi wykroczenie z art. 87 § 1a Kodeksu wykroczeń. Nie popełnia wykroczenia więc nietrzeźwy rowerzysta, który porusza się po polnej drodze niezaliczonej do kategorii dróg publicznych. Wcześniej ten czyn stanowił występek i zagrożony był maksymalnie karą do roku pozbawienia wolności. Sąd mógł także wymierzyć łagodniejszą karę - grzywnę lub ograniczenie wolności.
W razie popełnienia wykroczenia można orzec zakaz prowadzenia pojazdów innych niż mechaniczne.
Niezależnie od rodzaju pojazdu, jego prowadzenie po użyciu alkoholu pozostaje wykroczeniem.

## Sytuacja w innych krajach

### Wielka Brytania
W Anglii, Walii i Irlandii Północnej maksymalna ilość alkoholu we krwi podczas prowadzenia pojazdu wynosi 80 miligramów na 100 mililitrów krwi, co przekłada się na 0,8 promila alkoholu we krwi, zaś w Szkocji ten limit wynosi 50 miligramów na 100 mililitrów krwi, czyli 0,5 promila alkoholu we krwi. Bycie odpowiedzialnym za pojazd będąc pod wpływem alkoholu może skutkować 3 miesiącami pozbawienia wolności, grzywną o wysokości do 2,5 tys. funtów oraz, niekiedy, odebraniem uprawnień do prowadzenia pojazdów; z kolei samo prowadzenie pojazdu pod wpływem alkoholu może skutkować 6 miesiącami pozbawienia wolności, grzywną o nieograniczonej wysokości oraz odebraniem uprawnień do prowadzenia pojazdów na co najmniej rok lub 3 lata, jeśli popełnia się taki czyn po raz drugi w ciągu 10 lat. Ponadto, skutkami prowadzenia pojazdu po alkoholu są m.in. wzrost ceny ubezpieczenia czy też widoczna informacja o wyroku na tablicy rejestracyjnej samochodu winnej osoby. 
Ponadto, na podstawie Licensing Act 1872 zakazane jest bycie odpowiedzialnym za konia, krowę lub silnik parowy pod wpływem alkoholu. Ten zakaz obejmuje zarówno np. jazdę na koniu czy krowie, jak i jedynie wyprowadzanie owego zwierzęcia. 

### Stany Zjednoczone
W każdym stanie zakazane jest prowadzenie przez osoby mające we krwi 0,8 promila alkoholu. W poszczególnych stanach istnieją dokładniejsze regulacje. Za prowadzenie w stanie nietrzeźwości aresztowano najczęściej osoby w wieku 21–24 lat, najrzadziej zaś osoby w wieku 55 i więcej lat. 
| Rola                                                       | Rola                                                       | Liczba (w tys.) | Odsetek |
| ---------------------------------------------------------- | ---------------------------------------------------------- | --------------- | ------- |
| Kierowcy pod wpływem alkoholu                              | Motocykliści                                               |                 | 25%     |
| Kierowcy pod wpływem alkoholu                              | Kierowcy samochodów pasażerskich                           |                 | 21%     |
| Kierowcy pod wpływem alkoholu                              | Kierowcy ciężarówek z dmc do 3860 kg                       |                 | 19%     |
| Kierowcy pod wpływem alkoholu                              | Kierowcy większych ciężarówek                              |                 | 3%      |
| Kierowcy pod wpływem alkoholu                              | Łącznie                                                    | 6,364           | 61%     |
| Pasażerowie pojazdów prowadzonych przez pijanych kierowców | Pasażerowie pojazdów prowadzonych przez pijanych kierowców | 1,389           | 13%     |
| Powyższe grupy łącznie                                     | Powyższe grupy łącznie                                     | 7,753           | 74%     |
| Kierowcy i pasażerowie innych pojazdów                     | Kierowcy i pasażerowie innych pojazdów                     | 1,580           | 15%     |
| Piesi, rowerzyści i pozostali                              | Piesi, rowerzyści i pozostali                              | 1,178           | 11%     |
| Wszyscy łącznie                                            | Wszyscy łącznie                                            | 10,511          | 100%    |

| Rola                                                       | Liczba | Odsetek    |
| ---------------------------------------------------------- | ------ | ---------- |
| Kierowca                                                   | 1      | Ok. 0.004% |
| Pasażerowie pojazdów prowadzonych przez pijanych kierowców | 128    | 55%        |
| Pasażerowie innych pojazdów                                | 71     | 31%        |
| Piesi, rowerzyści i inni                                   | 31     | 13%        |
| Łącznie                                                    | 231    | 100%       |

W 2010 w USA wypadki drogowe spowodowane przez pijane osoby odpowiadały za szkody w wysokości 44 miliardów USD, co przekładało się na prawie 18,2% całkowitej wysokości szkód finansowych spowodowanych przez wypadki samochodowe, aczkolwiek nie wszyscy pijani sprawcy wypadków byli kierowcami.  

#### Illinois
W Illinois maksymalne limity stężenia alkoholu we krwi są następujące: 0 promili dla kierowców poniżej 21 roku życia i kierowców szkolnych autobusów, 0,4 promila dla posiadaczy Commercial driver's license (specyficznego rodzaju prawa jazdy w amerykańskim prawie, które pozwala na jazdę dużymi i ciężkimi pojazdami jak ciężarówki czy autobusy) oraz 0,8 promila dla pozostałych kierowców. Za prowadzenie w stanie nietrzeźwości uznaje się także prowadzenie po THC, dla którego limity są następujące: 5 lub więcej nanogramów na milimetr krwi lub co najmniej 10 nanogramów w innej badanej tkance lub wydzielinie niż krew (np. w ślinie). Ponadto, za prowadzenie w stanie nietrzeźwości uznaje się też prowadzenie pod wpływem substancji uznawanej w amerykańskim prawie za Controlled substance (czyli substancji chemicznej, która jest przeznaczona do spożywania oraz jest regulowana lub zakazana przez prawo) lub pod wpływem leków utrudniających prowadzenie pojazdu.
| Który raz winny popełnia ten czyn | Domyślna kara | Dodatkowa kara jeśli miał 1,6‰ lub więcej                  | Dodatkowa kara jeśli wiózł dziecko poniżej 16 r.ż                                                            | Dodatkowa kara jeśli spowodował wypadek w którym ucierpiało owe dziecko |
| --------------------------------- | --- | ---------------------------------------------------------- | --- | ----------------------------------------------------------------------- |
| 1.                                | Odebranie uprawnień do kierowania pojazdami na rok (lub 2 lata, jeśli kierowca miał mniej niż 21 lat)                                        | Minimum 500 USD grzywny i 100 godzin pracy społecznej      | Do 6 miesięcy pozbawienia wolności, co najmniej tysiąc USD grzywny i 25 dni prac społecznych na rzecz dzieci | Dodatkowe 5 tys. USD grzywny i 25 dni prac społecznych na rzecz dzieci. |
| 2.                                | Co najmniej 5 dni pozbawienia wolności lub 240 godzin pracy społecznej oraz Odebranie uprawnień do kierowania pojazdami na co najmniej 5 lat | 2 dni pozbawienia wolności i co najmniej 1250 USD grzywny  | Klasyfikacja przestępstwa jako class 4 felony.                                                               | Dodatkowe 5 tys. USD grzywny i 25 dni prac społecznych na rzecz dzieci. |
| 3.                                | Odebranie uprawnień do kierowania pojazdami na co najmniej 10 lat                                                                            | 90 dni pozbawienia wolności i co najmniej 2500 USD grzywny | Dodatkowe 25 tys. USD grzywny i 25 dni prac społecznych na rzecz dzieci                                      |                                                                         |
| 4.                                | Odebranie uprawnień do kierowania pojazdami do końca życia                                                                                   | Co najmniej 5 tys. USD grzywny                             | Dodatkowe 25 tys. USD grzywny i 25 dni prac społecznych na rzecz dzieci                                      |                                                                         |
| 5.                                | Odebranie uprawnień do kierowania pojazdami do końca życia                                                                                   | Co najmniej 5 tys. USD grzywny                             | Dodatkowe 25 tys. USD grzywny i 25 dni prac społecznych na rzecz dzieci                                      |                                                                         |
| 6. lub następny                   | Odebranie uprawnień do kierowania pojazdami do końca życia                                                                                   | Co najmniej 5 tys. USD grzywny                             | Dodatkowe 25 tys. USD grzywny i 25 dni prac społecznych na rzecz dzieci                                      |                                                                         |

Ponadto, w każdym przypadku obowiązuje zakaz prowadzenia pojazdu (przez kogokolwiek, nie tylko winnego) którym popełniono ten czyn zabroniony. Klasyfikacja czynu w świetle amerykańskiego prawa będzie różnić się w zależności od dokładnych okoliczności. W większości stanów, w tym w Illinois, prawo wymaga, by po swym pierwszym wyroku za prowadzenie w stanie nietrzeźwości kierowca miał w pojeździe blokadę alkoholową, tylko wtedy będzie mógł wrócić do prowadzenia; w Illinois taki winny może uzyskać prawo do prowadzenia przed zakończeniem się okresu odebrania uprawnień do prowadzenia, pod warunkiem posiadania w pojeździe owej blokady.

#### New Jersey
Podobnie jak wszystkie inne stany USA, New Jersey ustala domyślne maksymalne stężenie alkoholu we krwi na poziomie 0,8 promila podczas prowadzenia pojazdu mechanicznego (np. samochodu, łodzi). Możliwe jest jednak oskarżenie o prowadzenie pojazdu pod wpływem alkoholu przy niższym stężeniu alkoholu we krwi niż 0,8 promila, ale wtedy wyjątkowo obowiązuje domniemanie niewinności, którego tamtejsze prawo stanowe o jeździe pod wpływem alkoholu zazwyczaj nie uwzględnia. Prawo stanowe zabrania osobom poniżej 21 roku życia prowadzenia pojazdów, jeśli zawartość alkoholu w ich krwi wynosi 0,1 promila lub więcej, zakazuje prowadzenia pojazdów użytkowych przez osoby z zawartością alkoholu we krwi wynoszącą 0,04 promila lub więcej oraz nakazuje kierowcom poddanie się badaniu alkomatem, jeśli zostaną o to poproszeni przez policjanta. Aby zostać skazanym za prowadzenie pojazdu w stanie nietrzeźwości w New Jersey, osoba musi prowadzić lub próbować prowadzić pojazd mechaniczny; w związku z tym, takie czynności jak spanie w samochodzie będąc pod wpływem alkoholu lub jazda na rowerze w stanie nietrzeźwości nie są nielegalne.
Kierowcy nie są prawnie zobowiązani do poddawania się tzw. testom trzeźwości kierowcy FST, czyli testom przy użyciu innych metod niż chemiczne badanie stężenia alkoholu (np. poprzez śledzenie wzrokiem długopisu lub przejście prostej linii), choć wyniki takich testów mogą być użyte w sądzie. Urządzenie Alcotest zastąpiło alkomat jako standardowe narzędzie do określania poziomu alkoholu we krwi. Kiedy kierowca zostaje aresztowany za prowadzenie w stanie nietrzeźwości, policja nie może użyć siły do pobrania próbki wydychanego powietrza, krwi ani moczu i musi ostrzec kierowcę o konsekwencjach odmowy pobrania próbki oddechu. W 2010 roku Sąd Najwyższy New Jersey unieważnił wyrok skazujący za odmowę pobrania próbki oddechu kierowcy nieznającego języka angielskiego, orzekając, że kierowcy muszą być poinformowani o przepisach w języku, który rozumieją. Osoba może być oskarżona o prowadzenie w stanie nietrzeźwości lub odmowę poddania się badaniu oddechu do 90 dni po incydencie, z wyjątkiem przypadków związanych z poważnymi obrażeniami lub śmiercią, przy których termin przedawnienia wynosi 5 lat.
New Jersey jest jednym z dwóch stanów (obok Wisconsin), które klasyfikują prowadzenie w stanie nietrzeźwości jako wykroczenie drogowe, a nie przestępstwo, z wyjątkiem przypadków spowodowania poważnych obrażeń lub śmierci. Ponieważ nie jest to przestępstwo, osobom oskarżone o to wykroczenie i powiązane czyny nie są pobierane odciski palców, nie mają prawa do procesu z udziałem ławy przysięgłych, a aresztowania i wyroki za ten czyn nie są przekazywane do bazy danych kryminalnych FBI (National Crime Information Center), ani nie podlegają zatarciu skazania. Sąd Najwyższy stanu New Jersey podtrzymał wyrok skazujący osobę, która prowadziła pojazd po nieświadomym dodaniu alkoholu do jej napoju, aczkolwiek odpowiednik sądu apelacyjnego uchylił wyrok skazujący osobę, która prowadziła pojazd pod wpływem alkoholu, aby uciec przed napastnikami, powołując się na stan wyższej konieczności. 

##### Kary
Kary za prowadzenie w stanie nietrzeźwości różnią się w zależności od poziomu nietrzeźwości i liczby wcześniejszych wyroków. Pierwsze popełnienie tego wykroczenia przy zawartości alkoholu we krwi poniżej 1 promila grozi grzywną od 250 do 400 dolarów, dodatkową opłatą ubezpieczeniową w wysokości 1000 dolarów rocznie przez 3 lata, 12-godzinnym kursem edukacyjnym o alkoholu, odebraniem prawa do kierowania pojazdami na 3 miesiące oraz karą pozbawienia wolności do 30 dni (rzadko nakładaną). Jeśli zawartość alkoholu we krwi kierowcy wynosi promil lub więcej, grzywna wzrasta do 300–500 dolarów, a odebranie prawa do kierowania pojazdami wydłuża się do 7–12 miesięcy. Jeśli zawartość alkoholu we krwi wynosi 1,5 promila lub więcej, kierowca będzie musiał zamontować w swoim samochodzie blokadę alkoholową na okres od 6 do 12 miesięcy po przywróceniu prawa jazdy. Za drugie skazanie za DUI w okresie 10 lat, niezależnie od poziomu BAC, grozi grzywna od 500 do 1000 dolarów, kara pozbawienia wolności od 2 do 90 dni, zawieszenie prawa jazdy na 2 lata, dodatkowa opłata ubezpieczeniowa w wysokości 1000 dolarów rocznie przez 3 lata oraz instalacja blokady alkoholowej na 1 do 3 lat po przywróceniu prawa jazdy. Osoba, która ma 3 lub więcej wyroków za DUI i odstęp krótszy niż 10 lat od ostatniego wyroku, podlega grzywnie w wysokości 1000 dolarów, 6 miesięcy pozbawienia wolności, 10-letniemu zawieszeniu prawa jazdy, dodatkowej opłacie ubezpieczeniowej w wysokości 1500 dolarów rocznie przez 3 lata oraz obowiązek zainstalowania blokady alkoholowej na 1–3 lat po przywróceniu prawa jazdy. Osoba poniżej 21 roku życia, która zostanie skazana za jazdę z zawartością alkoholu wynoszącą co najmniej 0,1 promila, ale mniej niż 0,8 promila, zostanie pozbawiona uprawnień do kierowania pojazdami na okres od 1 do 3 miesięcy, będzie musiała wykonać 15–30 godzin prac społecznych oraz wziąć udział w programie edukacyjnym dotyczącym alkoholu. Kary za odmowę poddania się badaniu oddechu są takie same jak za jazdę z zawartością alkoholu we krwi powyżej 1,5 promila. Posiadacz prawa jazdy typu CDL podlega rocznemu zawieszeniu CDL za pierwsze wykroczenie oraz dożywotniemu zawieszeniu CDL za kolejne wykroczenia, jeśli prowadzi pojazd użytkowy z zawartością alkoholu we krwi wynoszącą 0,4 promila lub więcej, samochód inny niż użytkowy z zawartością alkoholu we krwi wynoszącą 0,8 promila lub więcej, lub jeśli odmawia poddania się badaniu oddechu. Surowsze kary mogą być nałożone, jeśli jazda pod wpływem alkoholu miała miejsce w odległości mniejszej niż 1000 stóp (ok. 304,8) od szkoły lub jeśli w pojeździe znajdował się nieletni. 
W New Jersey kary pozbawienia wolności za to wykroczenie są często odbywane w ramach programów zwolnienia warunkowego, np. weekendy w więzieniu. W New Jersey prawa do prowadzenia pojazdów odbiera się dopiero w momencie wydania wyroku. 
New Jersey zakazuje ugód obrończych w sprawach dotyczących prowadzenia pod wpływem alkoholu, chyba że prokurator uzna, że dowody są niewystarczające, aby udowodnić sprawę. Ów stan nie oferuje specjalnych uprawnień dla osób skazanych za to wykroczenie, które umożliwiłyby im dojazd do pracy pomimo odebranych praw do kierowania pojazdami. Ponieważ prowadzenie pod wpływem alkoholu nie jest przestępstwem w New Jersey, oskarżeni nie kwalifikują się do udziału w tzw. diversion programs (programach resocjalizacji odbywających się bez rozprawy sądowej, aresztu ani pozbawienia wolności). Osoba skazana za jazdę pod wpływem alkoholu nie może dochodzić  od innych kierowców odszkodowania za szkody spowodowane wypadkiem, ale może mieć prawo do pozwania firmy lub osoby, która sprzedała jej napoje alkoholowe.

##### Historia
New Jersey po raz pierwszy ustanowiło przepisy dotyczące jazdy pod wpływem alkoholu w 1909 roku, uznając ją za wykroczenie. W 1921 roku jazda pod wpływem alkoholu została przekształcona w naruszenie przepisów drogowych, co skutkowało rocznym zawieszeniem prawa jazdy przy pierwszym naruszeniu i 5-letnim zawieszeniem za powtórne naruszenia. Kary zostały zaostrzone w 1926 roku, obejmując 2-letnie zawieszenie prawa jazdy przy pierwszym naruszeniu oraz dożywotnie zawieszenie i obowiązkowe 3 miesiące pozbawienia wolności za powtarzające się naruszenia. W 1951 roku, z powodu obaw dotyczących dowodów potrzebnych do udowodnienia „nietrzeźwości”, włada ustawodawcza New Jersey zmieniła przepisy dotyczące tego wykroczenia, stwierdzając, że kierowca z poziomem alkoholu we krwi 1,5 promila lub wyższym jest domniemany jako nietrzeźwy. Kierowca z takim poziomem  mógł jednak zostać uniewinniony, jeśli udowodnił, że "fizycznie" nie był nietrzeźwy.
Z powodu nowych podejść do leczenia alkoholizmu, dożywotnie zawieszenie prawa jazdy zostało w 1952 roku skrócone do 10 lat. Postępowania w sprawach jazdy pod wpływem alkoholowy były nadal trudne, gdy kierowcy odmawiali badania alkomatem, dlatego w 1966 roku stan zezwolił na zawieszenie prawa jazdy za odmowę poddania się temu badaniu. W 1977 roku limit stężenia alkoholu został ograniczony do 1 promila, ale prawo zostało zmodyfikowane, aby rozróżnić między drugim a trzecim naruszeniem, z łagodniejszymi karami dla pierwszych i drugich wyroków. W 1983 roku stan ustanowił zasadę, że osoba z poziomem alkoholu powyżej limitu jest uznawana za pijaną we wszystkich przypadkach (czyli nie obowiązuje wtedy domniemanie niewinności). Dziewięć lat później wprowadzono limit stężenia alkoholu we krwi na poziomie 0,1 promila dla kierowców poniżej 21. roku życia, a w 2003 roku limit stężenia alkoholu we krwi został obniżony do 0,8 promila, aby dostosować się do federalnych wymogów dotyczących finansowania autostrad.

#### Utah
W 1983 roku Utah jako pierwszy stan obniżył dopuszczalny limit alkoholu we krwi dla kierowców z 1,0‰ do 0,8‰. Zajęło to prawie dwie dekady, zanim wszystkie stany USA wprowadziły podobne przepisy, co przyczyniło się do spadku liczby śmiertelnych wypadków związanych z alkoholem o 10%. Od 30 grudnia 2018 roku limit wyniósł już 0,5‰. Ta zmiana spotkała się z krytyką American Beverage Institute, czyli organizacji, która zrzesza firmy handlujące detalicznie alkoholem i lobbuje na rzecz sprzyjającego branży alkoholowej prawa. 

#### Kansas
W 1970 Kansas obniżyło dopuszczalne stężenie alkoholu we krwi podczas prowadzenia pojazdu z 1,5 promila na 1 promil. W 1993 zmniejszono go do 0,8 promila, a w 1996 zakazano osobom poniżej 21 roku życia prowadzenia w przypadkach, gdy mają 0,2 lub więcej promila alkoholu we krwi. W 1999 zmieniono przepisy dotyczące pływania łódką pod wpływem alkoholu, aby te były bliższe przepisom odnośnie prowadzenia samochodu po alkoholu. W 2001 roku zaostrzono kary za prowadzenie pod wpływem alkoholu. 

#### Missouri
W Missouri jazda pod wpływem alkoholu jest przestępstwem (lub wykroczeniem, jeśli popełnia się to po raz pierwszy), jeśli ma się we krwi 0,8 promila alkoholu lub więcej. W przypadku pierwszego wykroczenia, jeśli winny miał we krwi 1,5–2‰ alkoholu grozi mu co najmniej 48 godzin pozbawienia wolności, a jeśli miał więcej niż 2 promile alkoholu we krwi grozi mu co najmniej 5 dni pozbawienia wolności.

### Indie
W Indiach limit zawartości alkoholu we krwi podczas prowadzenia pojazdu wynosi 35 miligramów na 100 mililitrów krwi, co przekłada się na 0,35 promila. 